# Červená Řečice
Červená Řečice är en stad i Tjeckien.   Den ligger i regionen Vysočina, i den centrala delen av landet, 80 km sydost om huvudstaden Prag. Červená Řečice ligger 455 meter över havet och antalet invånare är 993.
Terrängen runt Červená Řečice är huvudsakligen platt. Červená Řečice ligger nere i en dal. Runt Červená Řečice är det ganska tätbefolkat, med 62 invånare per kvadratkilometer. Närmaste större samhälle är Pelhřimov, 9,4 km söder om Červená Řečice. Omgivningarna runt Červená Řečice är en mosaik av jordbruksmark och naturlig växtlighet.